# Todd Kane
Todd Arthur Lucien Kane (Huntingdon, 17 settembre 1993) è un calciatore inglese, difensore svincolato.

## Carriera

### Club
Cresciuto nelle file del Chelsea, il 4 luglio 2011 ha firmato il primo contratto da professionista con i Blues. Il 22 novembre 2012 si è trasferito in prestito al Preston N.E.. Rientrato al Chelsea, il 9 gennaio 2013 è stato ceduto in prestito al Blackburn, rimanendo nel club fino al termine della stagione. Nella stagione successiva è rimasto in prestito al Blackburn. Rientrato al Chelsea nel luglio 2014, il 15 novembre 2014 è stato prestato al Bristol City. L'8 gennaio 2015 si è trasferito con la stessa formula al Nottingham Forest. Il 6 agosto 2015 è passato in prestito stagionale al N.E.C., club olandese militante in Eredivisie. Al termine della stagione è rientrato al Chelsea. Ha militato nelle file dei Blues per l'intera stagione 2016-2017, non disputando alcun incontro con il club londinese. Il 5 luglio 2017 il Chelsea lo ha girato in prestito al Groningen. Il 31 gennaio 2018 si è trasferito con la formula del prestito all'Oxford Utd. Il 17 luglio 2018 si è trasferito in prestito stagionale all'Hull City. Il 27 luglio 2019 è si trasferito a titolo definitivo al QPR. Il 31 agosto 2021 ha firmato un contratto biennale con il Coventry City. Il 12 gennaio 2023 è passato in prestito al Charlton. Al termine della stagione è rimasto svincolato. Il 19 ottobre 2023 è stato ingaggiato dal Manchester 62, club gibilterriano. Rimasto svincolato nel gennaio 2024, il 12 marzo 2024 è stato ingaggiato dallo Stockport County. Al termine della stagione è rimasto svincolato.

### Nazionale
Ha debuttato con la Nazionale Under-19 inglese il 5 ottobre 2011, in Francia-Inghilterra (2-2). Ha messo a segno la sua prima rete con l'Under-19 il 25 maggio 2012, in Inghilterra-Slovenia (5-0), siglando il gol del momentaneo 4-0 al minuto 88. Ha totalizzato, con la selezione Under-19, 10 presenze e 2 reti. L'8 agosto 2013 è stato convocato dalla Nazionale Under-21, senza totalizzare alcuna presenza.

## Statistiche

### Presenze e reti nei club
Statistiche aggiornate al 21 agosto 2024.
| Stagione             | Squadra              | Campionato           | Campionato | Campionato | Coppe nazionali | Coppe nazionali | Coppe nazionali | Coppe continentali | Coppe continentali | Coppe continentali | Altre coppe | Altre coppe | Altre coppe | Totale | Totale |
| Stagione             | Squadra              | Comp                 | Pres       | Reti       | Comp            | Pres            | Reti            | Comp               | Pres               | Reti               | Comp        | Pres        | Reti        | Pres   | Reti   |
| -------------------- | -------------------- | -------------------- | ---------- | ---------- | --------------- | --------------- | --------------- | ------------------ | ------------------ | ------------------ | ----------- | ----------- | ----------- | ------ | ------ |
| lug.-nov. 2012       | Chelsea              | PL                   | 0          | 0          | FA+FLC          | 0+0             | 0+0             | UCL+UEL            | 0+0                | 0+0                | CS+SU+CMC   | 0+0+0       | 0+0+0       | 0      | 0      |
| nov. 2012-gen. 2013  | Preston N.E.         | FLO                  | 3          | 0          | FA+FLC          | 2+0             | 0+0             | -                  | -                  | -                  | -           | -           | -           | 5      | 0      |
| gen.-giu. 2013       | Blackburn            | FLC                  | 14         | 0          | FA+FLC          | 0+0             | 0+0             | -                  | -                  | -                  | -           | -           | -           | 14     | 0      |
| 2013-2014            | Blackburn            | FLC                  | 27         | 2          | FA+FLC          | 0+1             | 0+0             | -                  | -                  | -                  | -           | -           | -           | 28     | 2      |
| Totale Blackburn     | Totale Blackburn     | Totale Blackburn     | 41         | 2          |                 | 1               | 0               |                    | -                  | -                  |             | -           | -           | 42     | 2      |
| lug.-nov. 2014       | Chelsea              | PL                   | 0          | 0          | FA+FLC          | 0+0             | 0+0             | UCL                | 0                  | 0                  | -           | -           | -           | 0      | 0      |
| nov. 2014-gen. 2015  | Bristol City         | FLO                  | 5          | 0          | FA+FLC          | 2+0             | 0+0             | -                  | -                  | -                  | -           | -           | -           | 7      | 0      |
| gen.-giu. 2015       | Nottingham Forest    | FLC                  | 8          | 1          | FA+FLC          | 0+0             | 0+0             | -                  | -                  | -                  | -           | -           | -           | 8      | 1      |
| 2015-2016            | N.E.C.               | E                    | 31         | 1          | KNVBB           | 3               | 0               | -                  | -                  | -                  | -           | -           | -           | 34     | 1      |
| 2016-2017            | Chelsea              | PL                   | 0          | 0          | FA+EFLC         | 0+0             | 0+0             | -                  | -                  | -                  | -           | -           | -           | 0      | 0      |
| 2017-gen. 2018       | Groningen            | E                    | 11         | 0          | KNVBB           | 1               | 0               | -                  | -                  | -                  | -           | -           | -           | 12     | 0      |
| gen.-giu. 2018       | Oxford Utd           | FLO                  | 17         | 3          | FA+EFLC         | 0+0             | 0+0             | -                  | -                  | -                  | -           | -           | -           | 17     | 3      |
| 2018-2019            | Hull City            | FLC                  | 39         | 3          | FA+EFLC         | 1+1             | 0+0             | -                  | -                  | -                  | -           | -           | -           | 41     | 3      |
| 2019-2020            | QPR                  | FLC                  | 32         | 1          | FA+EFLC         | 2+2             | 0+0             | -                  | -                  | -                  | -           | -           | -           | 36     | 1      |
| 2020-2021            | QPR                  | FLC                  | 28         | 2          | FA+EFLC         | 1+0             | 0+0             | -                  | -                  | -                  | -           | -           | -           | 29     | 2      |
| Totale QPR           | Totale QPR           | Totale QPR           | 60         | 3          |                 | 5               | 0               |                    | -                  | -                  |             | -           | -           | 65     | 3      |
| 2021-2022            | Coventry City        | FLC                  | 29         | 1          | FA+FLC          | 2+0             | 0+0             | -                  | -                  | -                  | -           | -           | -           | 31     | 1      |
| 2022-gen. 2023       | Coventry City        | FLC                  | 9          | 0          | FA+FLC          | 1+0             | 0+0             | -                  | -                  | -                  | -           | -           | -           | 10     | 0      |
| Totale Coventry City | Totale Coventry City | Totale Coventry City | 38         | 1          |                 | 3               | 0               |                    | -                  | -                  |             | -           | -           | 41     | 1      |
| gen.-giu. 2023       | Charlton             | FLO                  | 5          | 0          | FA+FLC          | 0+0             | 0+0             | -                  | -                  | -                  | -           | -           | -           | 5      | 0      |
| ott.-dic. 2023       | Manchester 62        | FL                   | 6          | 1          | RC              | 0               | 0               | -                  | -                  | -                  | -           | -           | -           | 6      | 1      |
| mar.-giu. 2024       | Stockport County     | FLT                  | 4          | 0          | FA+FLC          | 0               | 0               | -                  | -                  | -                  | -           | -           | -           | 4      | 0      |
| Totale carriera      | Totale carriera      | Totale carriera      | 268        | 15         |                 | 19              | 0               |                    | 0                  | 0                  |             | 0           | 0           | 287    | 15     |

## Palmarès

### Club

#### Competizioni giovanili
- FA Youth Cup: 1

Chelsea: 2011-2012

#### Competizioni nazionali
- Campionato inglese di quarta divisione: 1

Stockport County: 2023-2024